# Hans Tausen Iskappe
Die Hans Tausen Iskappe ist die zweitgrößte Eiskappe in Nordgrönland und die größte in Peary Land. Sie ist eine der nördlichsten Eiskappen weltweit und eine der wenigen, deren Auslassgletscher unmittelbar in den Arktischen Ozean kalben. Lauge Koch benannte sie während seiner Flugzeugexpedition von 1938 nach dem dänischen Reformator des 16. Jahrhunderts Hans Tausen.

## Geographie
Die Ausdehnung der Hans Tausen Iskappe beträgt in Nord-Süd-Richtung 75 bis 100 km und in Ost-West-Richtung 50 bis 80 km. Sie wird im Süden durch das Wandel Dal begrenzt und ist hier nur 20 km vom nördlichen Rand des Grönländischen Eisschilds entfernt. Die Eiskappe endet hier auf 500 m Höhe. Im Westen und Norden münden die Auslassgletscher direkt in den J. P. Koch Fjord und den O. B. Bøggild Fjord. Der Adolf Jensen Fjord dringt von Norden her mehr als 25 km in das Gebiet der Eiskappe vor. Im Osten ist diese durch den Odin Fjord von der Heimdal Iskappe und der Bure Iskappe getrennt.
Die Größe der Hans-Tausen-Eiskappe wird mit 4208 km² oder 3975 km² angegeben. In ihrem zentralen Teil erreicht sie Höhen von über 1300 m. Die Eisdicke variiert zwischen 300 m im südlichen und 100 bis 400 m im nördlichen Teil. Über einem in Nord-Süd-Richtung verlaufenden Tal wurde eine Dicke von 600 m gemessen.

## Vereisungsgeschichte
Während der letzten Eiszeit war die Hans Tausen Iskappe wahrscheinlich mit dem grönländischen Eisschild und Eiskappen über dem nördlichen Peary Land verbunden. Nach dem Beginn des Holozäns setzte vor etwa 10.000 Jahren ein Abschmelzen des Eises ein, das spätestens vor 8100 Jahren dazu führte, dass das Hans-Tausen-Plateau eisfrei war. Die heutige Hans Tausen Iskappe ist lediglich 3500 bis 4000 Jahre alt, wie Eisbohrungen ergeben haben. Die erneute Vereisung des Gebiets setzte sich bis zum Beginn des 20. Jahrhunderts fort und kam dann zum Stillstand oder ging leicht zurück.